# Eli Ilan

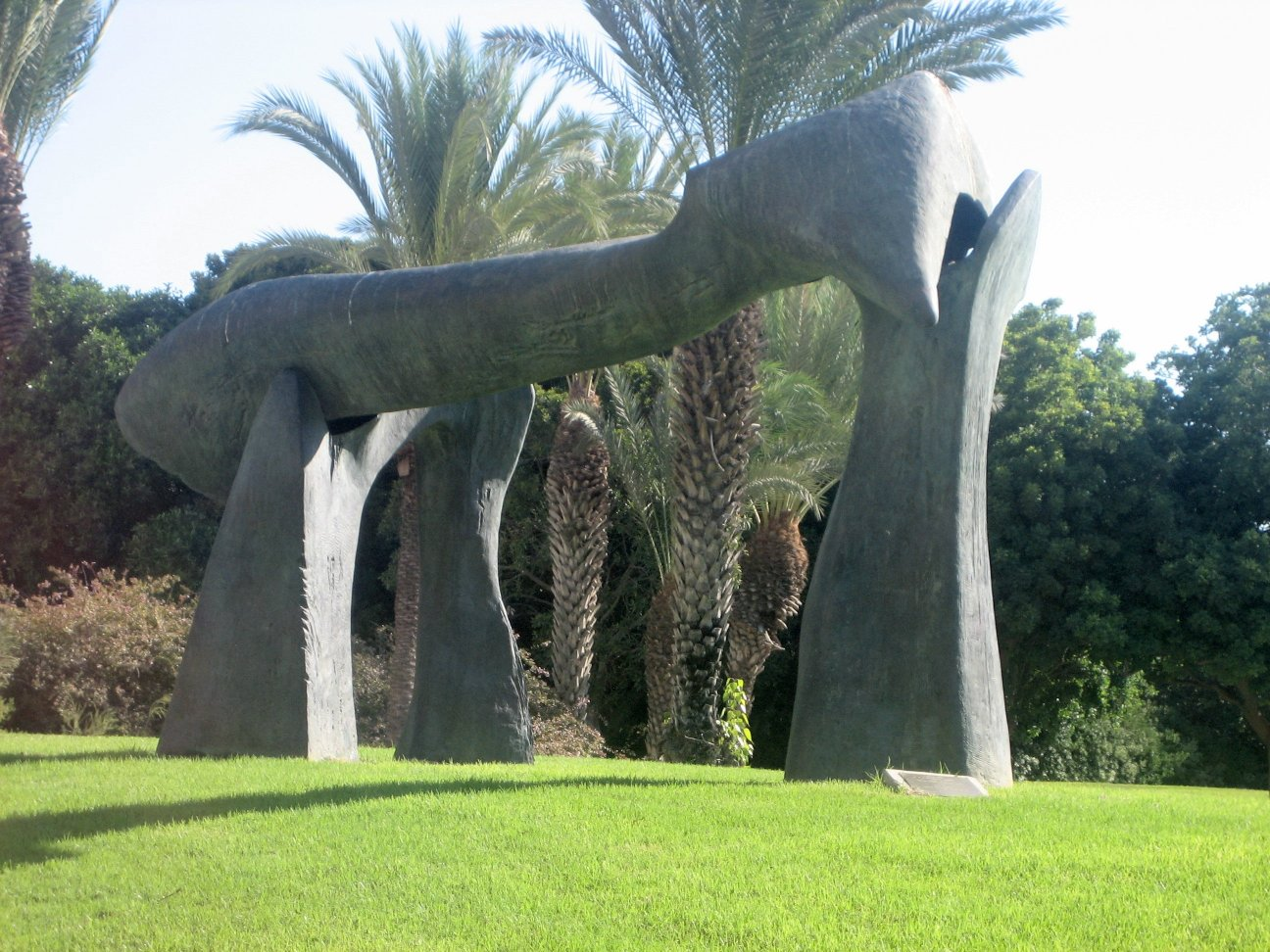
Dolmenic Arch I (1981) v areálu Telavivské univerzity

Eli Ilan (hebrejsky: אלי אילן, žil 3. dubna 1928 – 4. ledna 1982) byl izraelský sochař původem z kanadského Winnipegu.
V roce 1948 podnikl aliju do Izraele a poté studoval prehistorickou archeologii a fyzickou antropologii na Hebrejské univerzitě v Jeruzalémě. V roce 1956 se vrátil do Kanady studovat sochařství na Ontario College of Art & Design. Po návratu žil v letech 1959 až 1963 v kibucu Sasa. Zemřel v roce 1982 v Caesariji.